# 金寅錫
金寅錫（諺文：김인석，1983年9月4日—），是韓國的男性權利運動者、市民社會運動者及企業家。
釜山廣域市蓮堤區蓮山第1洞生。1999年至2002年就讀東洋工業高等學校機械科，2003年至2005年楊州瑞靖大學卒業。2004年5月陸軍入伍，2005年9月擔任副士官，2012年9月韓國陸軍第十一步兵師團中士退役。2011年1月24日自願參與成在基發起的男性連帶組織。2012年7月參與成在基堤川女子圖書館抗議活動。
2012年10月擔任男性連帶職員，2012年10月24日至2013年2月擔任男性連帶事務局長。 2013年7月26日成在基自殺后，他是成在基喪禮的志願服務人員。8月1日至9月29日出任男性連帶非常對策委員。
8月17日擔任男性連帶事務局長，9月16日至11月12日代行男性連帶代表職務。11月12日，他與金東根擔任男性連帶共同代表2014年3月11日，因個人因素辭男性連帶共同代表一職，次日出任株式會社太光腕鐵的總經理。

## 外部連結
- 金寅錫Twitter （页面存档备份，存于） 
- "남성연대 2기, 이제 시작합니다" （页面存档备份，存于） 위키트리 2013.11.18. 
- "남성연대에 뜻을 같이하는 대다수가 20대 청년들" （页面存档备份，存于） 머니투데이 2013.07.31.
- 남성연대 "문화부 앞에서 '아빠 힘내세요' 합창'할 것"…왜? （页面存档备份，存于） 머니투데이 2014.02.12.